# Cẩm Quan
Cẩm Quan là một xã thuộc huyện Cẩm Xuyên, tỉnh Hà Tĩnh, Việt Nam.

## Địa lý
Xã Cẩm Quan có diện tích 58,14 km², dân số năm 1999 là 7.395 người, mật độ dân số đạt 127 người/km².

## Lịch sử
Ngày 13 tháng 12 năm 2017, HĐND tỉnh Hà Tĩnh ban hành Nghị quyết số 67/NQ-HĐND về việc:
- Thành lập thôn Thiện Nộ trên cơ sở Thôn 1 và Thôn 2.
- Thành lập thôn Thanh Sơn trên cơ sở Thôn 5 và Thôn 6.
- Thành lập thôn Vĩnh Phú trên cơ sở Thôn 7 và Thôn 8.
- Đổi tên Thôn 3 thành thôn Mỹ Am.
- Đổi tên Thôn 4 thành thôn Thanh Mỹ.
- Đổi tên Thôn 9 thành thôn Thủy Triều.
- Đổi tên Thôn 10 thành thôn Thượng Long.
- Đổi tên Thôn 11 thành thôn Chi Quan.
- Đổi tên Thôn 12 thành thôn Tân Tiến.